# Wanna Be Startin’ Somethin’ 2008
Wanna Be Startin’ Somethin’ 2008 – singiel Michaela Jacksona z albumu Thriller 25. Jest to nowa wersja utworu nagrana duecie z Akonem, zawiera kilka sekund nowego wokalu Jacksona.

## Lista utworów

### Wanna Be Startin’ Somethin’ 2008
1. Wanna Be Startin’ Somethin’ 2008 (Radio Edit) 3:51
2. Wanna Be Startin’ Somethin’ 2008 (Johnny Vicious Club Radio Edit) 3:36
3. Wanna Be Startin’ Somethin’ 2008 (Johnny Vicious Full Club Remix) 9:03

## Informacje szczegółowe
- Kompozytor: Akon/Tuinfort/Michael Jackson
- Instrumenty: Akon/Tuinfort
- Miks: Mark „Evil” Goodchild
- Produkcja: Akon/Jackson/Tuinfort

## Listy przebojów
| Lista (2008)                 | Najwyższa pozycja |
| ---------------------------- | ----------------- |
| Australian Singles Chart     | 8                 |
| Belgian Singles Chart        | 15                |
| Canadian Hot 100             | 32                |
| Czech Republic Singles Chart | 50                |
| Danish Singles Chart         | 29                |
| European Hot 100 Singles     | 87                |
| French Singles Chart         | 10                |
| German Singles Chart         | 63                |
| Greek Singles Chart          | 10                |
| Italian Singles Chart        | 20                |
| Japan Hot 100                | 52                |
| Luxembourg Singles Chart     | 23                |
| Macedonian Radio Chart       | 4                 |
| New Zealand Singles Chart    | 4                 |
| Swedish Singles Chart        | 3                 |
| Swiss Singles Chart          | 30                |
| UK Singles Chart             | 69                |
| U.S. Billboard Hot 100       | 81                |
| U.S. Billboard Pop 100       | 48                |